# FCRL1
FCRL1 (англ. Fc receptor like 1) – білок, який кодується однойменним геном, розташованим у людей на короткому плечі 1-ї хромосоми.  Довжина поліпептидного ланцюга білка становить 429 амінокислот, а молекулярна маса — 46 936.
| 10         |  | 20         |  | 30         |  | 40         |  | 50         |
| ---------- |  | ---------- |  | ---------- |  | ---------- |  | ---------- |
| MLPRLLLLIC |  | APLCEPAELF |  | LIASPSHPTE |  | GSPVTLTCKM |  | PFLQSSDAQF |
| QFCFFRDTRA |  | LGPGWSSSPK |  | LQIAAMWKED |  | TGSYWCEAQT |  | MASKVLRSRR |
| SQINVHRVPV |  | ADVSLETQPP |  | GGQVMEGDRL |  | VLICSVAMGT |  | GDITFLWYKG |
| AVGLNLQSKT |  | QRSLTAEYEI |  | PSVRESDAEQ |  | YYCVAENGYG |  | PSPSGLVSIT |
| VRIPVSRPIL |  | MLRAPRAQAA |  | VEDVLELHCE |  | ALRGSPPILY |  | WFYHEDITLG |
| SRSAPSGGGA |  | SFNLSLTEEH |  | SGNYSCEANN |  | GLGAQRSEAV |  | TLNFTVPTGA |
| RSNHLTSGVI |  | EGLLSTLGPA |  | TVALLFCYGL |  | KRKIGRRSAR |  | DPLRSLPSPL |
| PQEFTYLNSP |  | TPGQLQPIYE |  | NVNVVSGDEV |  | YSLAYYNQPE |  | QESVAAETLG |
| THMEDKVSLD |  | IYSRLRKANI |  | TDVDYEDAM  |  |            |  |            |

A: Аланін

C: Цистеїн

D: Аспарагінова кислота

E: Глутамінова кислота

F: Фенілаланін

G: Гліцин

H: Гістидин

I: Ізолейцин

K: Лізин

L: Лейцин

M: Метіонін

N: Аспарагін

P: Пролін

Q: Глутамін

R: Аргінін

S: Серин

T: Треонін

V: Валін

W: Триптофан

Кодований геном білок за функціями належить до рецепторів, фосфопротеїнів. 
Задіяний у таких біологічних процесах як поліморфізм, альтернативний сплайсинг. 
Локалізований у клітинній мембрані, мембрані.